# Rally Point 3
Rally Point 3 es un videojuego de carreras desarrollado y publicado por Xform Games para navegador, iOS y Windows. Es la tercera entrega de la serie Rally Point que se lanzó por primera vez el 8 de diciembre de 2012.

## Jugabilidad
Se supone que el jugador debe completar los desafíos de la contrarreloj en los que conduce a través de entornos selváticos y supera el tiempo en el circuito, cada uno conduciendo rápido y usando nitroso.
Comienzan eligiendo un vehículo, como el ForceZ, y luego recorren circuitos a través de la jungla para superar el tiempo que se les ha dado para desbloquear nuevos desafíos y vehículos como el Tsunami y otros.
Este proceso puede interrumpirse si se utiliza demasiado nitroso, al utilizarlo a máxima potencia durante demasiado tiempo. Si es demasiado, el vehículo explotará y el desafío fracasará.

## Remake
El 1 de marzo de 2019, se recuperó y se rehizo en un intento de salvar los juegos web de la extinción debido a que los sitios web ya no los alojan debido a motores de juegos obsoletos y sus respectivos complementos. Se puede jugar gratis con anuncios o se puede pagar.

## Curiosidades
- Es el único juego de la serie Rally Point que solo tiene pistas en la jungla.
- Es uno de los dos juegos de Rally Point que no presenta al Evasor. El otro es Rally Point 4.
- La versión original de Rally Point 3 utiliza la física del antiguo motor de juego de Burnin' Rubber 5.